# Saldurspitze
De Saldurpitze (Italiaans: Punta Saldura) of Salurnspitze is een 3433 meter hoge berg in de Ötztaler Alpen in het Italiaanse Zuid-Tirol.
De berg is gelegen is de naamgever aan de Saldurkam waarin de berg gelegen is, ook wel bekend als Salurnkam. Rondom de top van de berg zijn meerdere gletsjers gelegen. Zo ligt aan de oostelijke zijde van de berg de door de opwarming van de aarde in meerdere stukken verdeelde Lagaunferner en in het westen de Nördliche Saldurferner. Naburige bergtoppen zijn in het verloop van de zuidoostelijke kam de 3439 meter hoge Lagaunspitze, die vaak samen met de Saldurspitze als dubbeltop wordt gezien, de 3429 meter hoge Obere Saldurkopf in het zuidwesten en in het verloop van de noordkam de 3313 meter hoge Lazanunspitze. Het dorp Kurzras in het Schnalstal ligt hemelsbreed ongeveer vier kilometer ten noordoosten van de top van de Saldurspitze.
Beklimming van de Salurnspitze wordt bemoeilijkt door de afwezigheid van uitgestippelde routes naar de top. Kurzras dient meestal als startpunt voor een bergtocht. Van daaruit gaat het in westelijke richting via weg nummer 11 naar de Lazaunalm op 2427 meter hoogte. Vandaaruit loopt een slecht herkenbaar pad naar het noordelijke deel van de Lagaunferner. Vanaf daar is voor verdere beklimming klimuitrusting noodzakelijk en neemt de klim naar de top (moeilijkheidsgraad I volgens de literatuur) nog ongeveer vijf uur in beslag. Andere toegangsroutes zijn beduidend lastiger.